# Cerodontha caricivora
Cerodontha caricivora är en tvåvingeart som först beskrevs av Franz Groschke 1954.  Cerodontha caricivora ingår i släktet Cerodontha och familjen minerarflugor. Inga underarter finns listade i Catalogue of Life.